# Київський інститут бізнесу та технологій
Ки́ївський інститу́т бі́знесу та техноло́гій (КІБіТ) — приватний вищий навчальний заклад, що спеціалізується на бізнес-освіті та працює на освітньому ринку України з 1992 року.

## Історія

### За часів СРСР
У 1961 році з ініціативи Товариства «Знання», Академії наук УРСР, НТТ, КПІ, КДУ, КІНГ, КТІЛП, КІІЦА, КАДІ створено Київський народний університет технічного прогресу (КНУТП), який працює на базі Республіканського будинку економічної та науково-технічної пропаганди. До 1979 року на 27 факультетах КНУТП пройшли навчання більше 17000 слухачів. Станом на 1984 рік економічний ефект від впроваджень дипломних робіт випускників КНУТП становить 1 млн. 325 тисяч крб. В університеті викладали 11 членів-кореспондентів АН УРСР, 90 докторів наук, професорів і 432 кандидатів наук, доцентів.

### За часів незалежної України
Станом на 1992 рік кількість випускників КНУТП перевищила 30 тис осіб. Було змінено організаційно-правову форму, університет отримав назву «Український християнський університет бізнесу і технологій» (УХУБІТ). Пропонуються короткострокові програми навчання для малого та середнього бізнесу. Згодом, попри позитивну оцінку діяльності університету, закладу було відмовлено у ліцензії на освітню діяльність з рекомендацією змінити назву.
Таким чином, вже у 1995 році було зареєстровано де юре новий навчальний заклад — Київський інститут бізнесу і технологій (КІБіТ), засновниками якого стали «Український християнський університет бізнесу і технологій» і «Українська лабораторія проблем освіти і промислового розвитку НАН України». Київський інститут бізнесу і технологій отримав ліцензію Міністерства освіти і науки України на проведення освітньої діяльності. У тому ж році було відновлено роботу факультетів економіки і менеджменту.
1996 — проведена перша щорічна науково-практична конференція «Студент-дослідник-фахівець».
1999 — відбувся перший випуск студентів інституту за рівнем «спеціаліст».
2000 — початок міжнародної співпраці з іноземними навчальними закладами — відбулося перше стажування студентів КІБіТ у Політехнічному університеті міста Лодзі (Польща).
2002 — відновлена робота факультету психології та відкриті філії інституту в Білій Церкві, Запоріжжі, Вінниці, Ніжині.
2003 — відкриті філії у Житомирі, Умані та Луганську.
2004 — відкрито Школу бізнесу КІБіТ (програма МВА).
2004 — розпочато випуск наукового видання «Вісник КІБіТ».
2006 — відкрито чотири навчальні корпуси інституту.
2007 — відкрита магістратура.
2008 — відкрито власний навчальний корпус у Житомирі.
2010 — «Вісник» включено в перелік фахових видань ВАК України.
2011 — відкрито Коледж КІБІТ.
2012 — відкрито власний навчальний корпус у Луганську (робота припинена у зв'язку з подіями 2014 року).
2013 — відкрито власний навчальний корпус у Києві.
2016 — відкрито відділення для підготовки іноземних громадян та осіб без громадянства.

## Наукова робота
Щорічна конференція «Студент-дослідник-фахівець» КІБіТ, що проводиться з 1996 року, є підведенням підсумків науково-практичної діяльності викладачів і студентів. Тези, висновки і статті учасників за підсумками конференції публікуються в науковому виданні інституту.
Починаючи з 2004 року Київським інститутом бізнесу та технологій видається «Вісник» — збірник наукових статей викладачів і студентів інституту з періодичністю видання 3—4 прим. на рік. Вісник присвячений актуальним проблемам економіки, філософії, управління, інформаційних технологій, економічного аналізу теперішнього стану України. З листопада 2010 року входить до переліку періодичних видань, в якому можуть пеблікуватися результати дисертаційних робіт на здобуття наукового ступеня доктора та кандидата з економічних наук.
Філії КІБіТ у регіонах реалізують власні наукові і педагогічні проєкти, зокрема, «Мій рідній край Житомирщина» і соціально-підприємницький проєкт «BusinessStudio» Запорізької філії.
До системи наукової діяльності інституту також входять стажування викладачів і студентів, зокрема, за кордоном.

## Структура інституту

### Факультети, спеціальності таосвітні програми

#### Факультет менеджменту
- Менеджмент
- Публічне управління та адміністрування

#### Факультет економіки
- Фінанси, банківська справа та страхування
- Облік і оподаткування

#### Факультет психології
- Психологія

Підготовка здійснюється за наступними освітніми програмами:
- Фінансовий облік та контролінг
- Аудит діяльності підприємства
- Практична психологія
- Менеджмент і адміністрування
- Корпоративні фінанси
- Психологія бізнесу
- Підприємництво

### Кампуси та корпуси (філії)
Київський інститут бізнесу та технологій має 4 філії по Україні:
- Базовий заклад у Києві;
- Вінницька філія;
- Житомирська філія;
- Уманська філія;
- Луганська філія — створена у 2003 році в Луганську.

### Школа бізнесу КІБіТ[Архівовано1 Жовтня 2016 уWayback Machine.]
Школа бізнесу КІБіТ (ШБ КІБіТ) створена в листопаді 2004 року і є структурним підрозділом Київського інституту бізнесу та технологій. Створення Школи бізнесу — це результат семирічного партнерства Київського інституту бізнесу та технологій з проєктами CEUME та BMEU, продовження орієнтованої на бізнес діяльності самого інституту.
Програми Школи бізнесу КІБіТ:
- General MBA;
- МВА: стратегічний менеджмент;
- МВА: фінансовий менеджмент;
- MBA: HR-менеджмент

### Економіко-технологічний коледж КІБіТ
У 2011 році відкрито Економіко-технологічний коледж КІБіТ, який працює у Києві, Вінниці, Житомирі та Умані.

##### У коледжі є такі спеціальності
- 073 Менеджмент
- 123 Комп'ютерна інженерія
- 072 Фінанси, банківська справа та страхування
- 231 Соціальна робота
- Операційний менеджмент

Здійснюється підготовка за такими освітніми програмами:
- Операційний менеджмент
- Комп'ютерна інженерія
- Веброзробка
- Фінанси
- Банківська справа та страхування
- Соціальна робота

## Рейтинги та репутація
У жовтні 2024 року, Державна служба якості освіти, як центральний орган виконавчої влади України, що реалізує державну політику у сфері освіти, зокрема з питань забезпечення якості освіти, оприлюднив оновлений рейтинг навчальних закладів України, які мають високий ступінь ризику. До переліку навчальних закладів з високим ступенем ризику увійшов, зокрема, й заклад вищої освіти ТОВ «Київський інститут бізнесу та технологій».

## Ректори
- 1961 — 1963 — Василенко А. А., академік АН УРСР, доктор технічних наук
- 1963 — 1975 — Самсонов Г. В., член-кореспондент АН УРСР, доктор технічних наук, заслужений діяч науки і техніки
- 1975 — 1992 — Ларіков Л. Н., професор, доктор технічних наук, заслужений діяч науки і техніки
- 1992 — 1996 — Костюк В. І., професор, доктор технічних наук
- 1996 — 2001 — Дороговцев А. А. професор, доктор фізико-математичних наук, заслужений діяч науки і техніки
- з 2002 — Яковлева О.В, професор, доктор філософських наук

## Відомі випускники
- Ксенія Михайлівна Ляпіна (1964) — український політик, народний депутат України.